# Salmincola farionis
Salmincola farionis is een eenoogkreeftjessoort uit de familie Lernaeopodidae. De wetenschappelijke naam werd gepubliceerd in 1761 door Carl Linnaeus.